# Zbiory dzikowskie

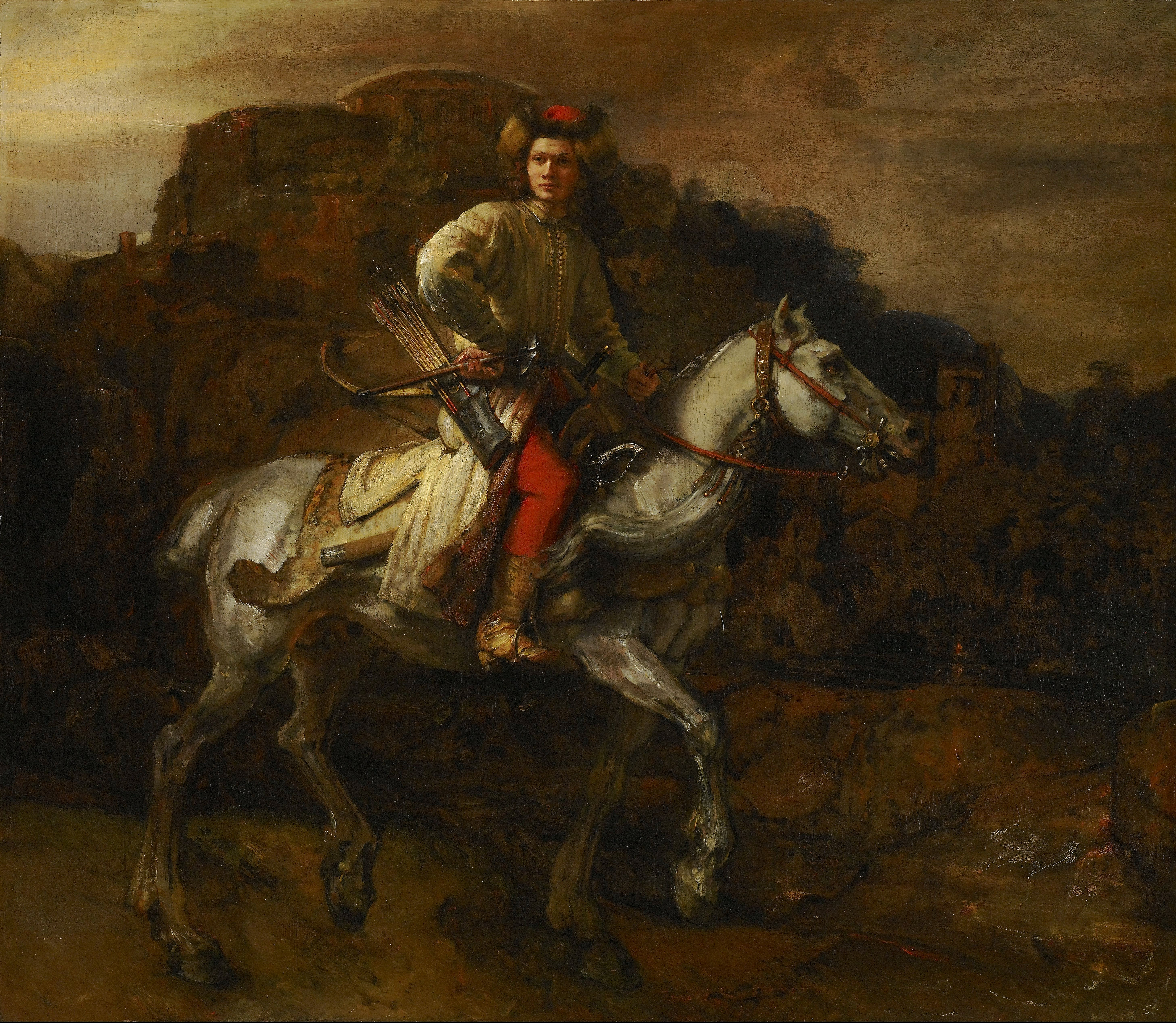
Jeździec polski – obraz Rembrandta z 1655 znajdujący się w zbiorach dzikowskich do 1910

Zbiory dzikowskie – kolekcja dzieł sztuki rodziny Tarnowskich z obrazami Paola Veronesa, Antoona van Dycka, Rembrandta, Trevisaniego, braci Carraccich, a także liczne rękopisy luminarzy europejskich między innymi rękopis Pana Tadeusza Adama Mickiewicza, oraz białe kruki, na przykład: komplet wydań Biblii w języku polskim, pierwodruki ojców literatury polskiej zgromadzona pierwotnie w Pałacu Tarnowskich w Dzikowie. 
W czasie II wojny światowej zbiory uległy rozproszeniu. Obecnie można je spotkać między innymi w Bibliotece Narodowej w Warszawie, Muzeum Narodowym w Krakowie, Muzeum Narodowym w Warszawie, Ossolineum we Wrocławiu i Lwowie. Obecnie, dzięki współpracy przedstawicieli rodu Tarnowskich oraz Muzeum Historycznego Miasta Tarnobrzega – Zamku Tarnowskich w Dzikowie zbiory są stopniowo scalane w siedzibie muzeum to jest Zamku Tarnowskich w Dzikowie-Tarnobrzegu.
Nazwa zbiory dzikowskie wywodzi się od nazwy miejscowości Dzików, a dzisiejszej dzielnicy Tarnobrzega a dokładniej od Zamku Dzikowskiego – rodowej siedziby linii wielowiejsko-dzikowskiej rodu Tarnowskich.

## Katalog zbiorów dzikowskich
(wybrane pozycje)
- Pan Tadeusz Adama Mickiewicza – rękopis dzieła
- Kronika polska Galla Anonima – najstarszy rękopis
- Bogurodzica – pierwszy odpis dzieła
- Kronika Polski Wincentego Kadłubka – najstarszy odpis kroniki datowany na XV w.
- Statuty Wiślickie – oryginały dokumentów
- O poprawie Rzeczypospolitej  Andrzeja Frycza Modrzewskiego –  najcenniejszy istniejący egzemplarz wydania 1559 będący własnością Hieronima Powodowskiego
- Jeździec polski – obraz pędzla Rembrandta (do 1910)
- Perseusz z głową Meduzy – rzeźba dłuta Antonio Canovy (sprzedany w XIX w. Dziś własność The Metropolitan Museum of Art w Nowym Jorku)
- Stado hetmańskie – obraz pędzla Juliusza Kossaka
- Autoportret Rembrandta
- Matka Boska Bolesna – kopia z Tycjana
- Chrystus po Zmartwychwstaniu Rubensa
- portret Marii Villiers – księżnej Buckingham pędzla Antoona van Dycka
- portret Izabeli Austriackiej, żony Krystiana króla duńskiego, pędzla Jana Gossaerta Mabuse’a
- karabela i buława hetmana Tarnowskiego
- obrazy i portrety autorstwa: Jacka Malczewskiego, Juliusza i Wojciecha Kossaków, Kazimierza Pochwalskiego